# 丘山
丘山（1431年—？），字安重，福建興化府莆田縣人，明朝政治人物。進士出身。

## 生平
福建鄉試第六十二名。成化二年（1466年）丙戌科會試第九十五名，殿試登進士第三甲第八十三名。

## 家族
曾祖丘士章。祖父丘孔珍。父亲丘文璣。